# Лесное (Краснолучский городской совет)
Лесное (укр. Лісне) — село, относится к Краснолучскому городскому совету Луганской области Украины. Под контролем самопровозглашённой Луганской Народной Республики.

## География
Не путать с одноимёнными населёнными пунктами в Луганской области: посёлок Лесное в Лутугинском районе; посёлок Лесное, подчинённый Антрацитовскому городскому совету.
Село расположено на правом берегу реки под названием Миус. К югу и западу от села проходит граница с Донецкой областью. Соседние населённые пункты: в Луганской области город Миусинск (выше по течению Миуса) на севере, посёлки Есауловка и Нижний Нагольчик на востоке; в Донецкой области сёла Чугунно-Крепинка (ниже по течению Миуса) на юго-востоке, Передериево на юге, Зрубное и посёлки Никифорово, Лиманчук, Горняцкое на юго-западе, Залесное на западе.

## Население
Население по переписи 2001 года составляло 17 человек.

## Общие сведения
Почтовый индекс — 94536. Телефонный код — 6432. Занимает площадь 0,19 км².

## Местный совет
94533, Луганская обл., Краснолучский городской совет, г. Миусинск, ул. Октябрьская, 15